# Angelika Hilbeck

Angelika Hilbeck (2018)

Angelika Hilbeck (* 6. Dezember 1959) ist eine deutsch-schweizerische Agrarökologin. Sie forscht und lehrt am Institut für Integrative Biologie im Departement Umweltsystemwissenschaften der ETH Zürich. Ihr Arbeitsschwerpunkt liegt auf dem Erforschen der Auswirkungen von gentechnisch veränderten Pflanzen auf Ökosysteme.

## Werdegang
Hilbeck schloss 1990 ein Diplomstudium der Agrarbiologie an der Universität Hohenheim ab. Sie promovierte 1994 in Entomologie an der North Carolina State University. Seit 2000 arbeitet sie am Institut für Integrative Biologie der ETH Zürich und leitet seit 2005 die Forschungsgruppe Umweltbiosicherheit und Agrarökologie.

## Wirken
Hilbeck befasst sich in Lehre und Forschung mit den Auswirkungen der grünen Gentechnik in Landwirtschaft, Nahrungsmittelproduktion und Umwelt. Ein Schwerpunkt ihrer Arbeit ist das Verhältnis von Biodiversität und transgenen Pflanzen.
Hilbeck war an der Implementierung des Cartagena-Protokolls zur Biosicherheit der UNO beteiligt. Aufgrund ihrer Erfahrungen in der internationalen Landwirtschaft und in der lokalen Situation von Kleinbauern wurde sie zur Mitarbeit am Weltagrarbericht (IAASTD 2008) berufen. Hilbeck ist Stiftungsrätin bei Brot für alle und war Vorsitzende des European Networks of Scientists for Social and Environmental Responsibility (ENSSER), in dessen Vorstand sie weiterhin tätig ist. Sie ist Mitglied des Beirats der Vereinigung Deutscher Wissenschaftler.
Hilbeck sah sich immer wieder Angriffen betroffener Industrien ausgesetzt. Ihrer Ansicht nach zeigte ihre Arbeit in den 1990er-Jahren auf, dass Bt-Mais zur Schädigung von Larven der Gemeinen Florfliege führen kann, woraufhin sie sich Anfeindungen des Unternehmens Ciba-Geigy ausgesetzt sah. Hilbecks Fall führte zu einer Debatte über die Forschungsfreiheit an industriefinanzierten Instituten. Die Hypothese, dass die Gemeinen Florfliege durch Bt-Pollen geschädigt würde, gilt als widerlegt.
Die Zentrale Kommission für die Biologische Sicherheit sah in einer Studie, an der Hilbeck beteiligt war, „zahlreiche Mängel bei der Versuchsanstellung ohne eine unabhängige wissenschaftliche Bestätigung“ und die Interpretationen der Autoren lässt „nach Auffassung der ZKBS Zweifel an der Sorgfalt aufkommen, mit der die Studie durchgeführt wurde.“
In der öffentlichen Debatte um Auswege aus der Klimakrise setzt sich Hilbeck für eine Abkehr von der Intensivlandwirtschaft, die sie „industrielle Landwirtschaft“ nennt, und stattdessen für eine Zuwendung zu agrarökologischen Produktionssystemen ein. Dies weil sie Energieintensität und Umweltschädlichkeit Ersterer für schädlich und den Beitrag zur Biodiversität Letzterer für wünschenswert hält. In einem von ihr 2015 gemeinsam mit weiteren Wissenschaftlern, darunter Vandana Shiva, verfassten Meinungsbeitrag, behauptet sie, dass es keinen Konsens über die Sicherheit gentechnisch veränderter Organismen gäbe.
In Podiumsdiskussionen und als Gastautorin in Zeitungen bzw. medial bringt Hilbeck ihre Anti-GMO-Haltung in die öffentliche Debatte ein.

## Veröffentlichungen (Auswahl)
- Angelika Hilbeck, Martin Baumgartner, Padruot M. Fried, Franz Bigler: Effects of transgenic Bacillus thuringiensis corn-fed prey on mortality and development time of immature Chrysoperla cornea (Neuroptera: Chrysopidae). In: Environmental Entomology. Band 27, Nr. 2, 1998, S. 480–487, doi:10.1093/ee/27.2.480.
- Angelika Hilbeck, Rosa Binimelis, Nicolas Defarge, Ricarda Steinbrecher, András Székács, Fern Wickson, Michael Antoniou, Philip L. Bereano, Ethel Ann Clark, Michael Hansen, Eva Novotny, Jack Heinemann, Hartmut Meyer, Vandana Shiva, Brian Wynne: No scientific consensus on GMO safety. In: Environmental Sciences Europe. Band 27, Nr. 1, 2015, doi:10.1186/s12302-014-0034-1.
- Angelika Hilbeck, Matthias Meier, Jörg Römbke, Stephan Jänsch, Hanka Teichmann, Beatrix Tappeser: Environmental risk assessment of genetically modified plants – concepts and controversies. In: Environmental Sciences Europe. Band 23, Nr. 1, 2011, S. 13, doi:10.1186/2190-4715-23-13.